# Louis Stephan
Pour les articles homonymes, voir Stephan.
 (décembre 2018).
Louis Stephan, né en 1741 à Luxembourg (Luxembourg), mort le 17 mars 1803 à Paris, est un général de brigade luxembourgeois de la Révolution française.

## États de service
Il entre en service en 1758, à l'académie militaire de Metz, et il passe dans l'armée autrichienne en qualité de lieutenant du génie en 1761. Démissionnaire en 1777, il vit à Bruxelles de 1777 à 1779. Il entre au service de la Hollande en 1779, et il participe au siège de Gibraltar avant de se retirer à Gand en 1782. Adjudant de place de la garde bourgeoise à Gand de 1784 à 1787, il prend part à l'insurrection belge en 1789 et à la révolte de Gand.
Début 1791, il se retire à Douai et en 1792, il devient ingénieur à l'armée du Nord. Il est nommé colonel du génie le 30 novembre 1792.
Il est promu général de brigade provisoire le 1er mai 1793, à l’armée du Nord, et il est mis en congé de réforme avec le grade de capitaine le 18 janvier 1798.
Il meurt le 17 mars 1803, à Paris.

## Sources
- (en) « Generals Who Served in the French Army during the Period 1789 - 1814: Eberle to Exelmans »
- Georges Six, Dictionnaire biographique des généraux & amiraux français de la Révolution et de l'Empire (1792-1814), Paris : Librairie G. Saffroy, 1934, 2 vol., p. 478-479